# Cine de Chad

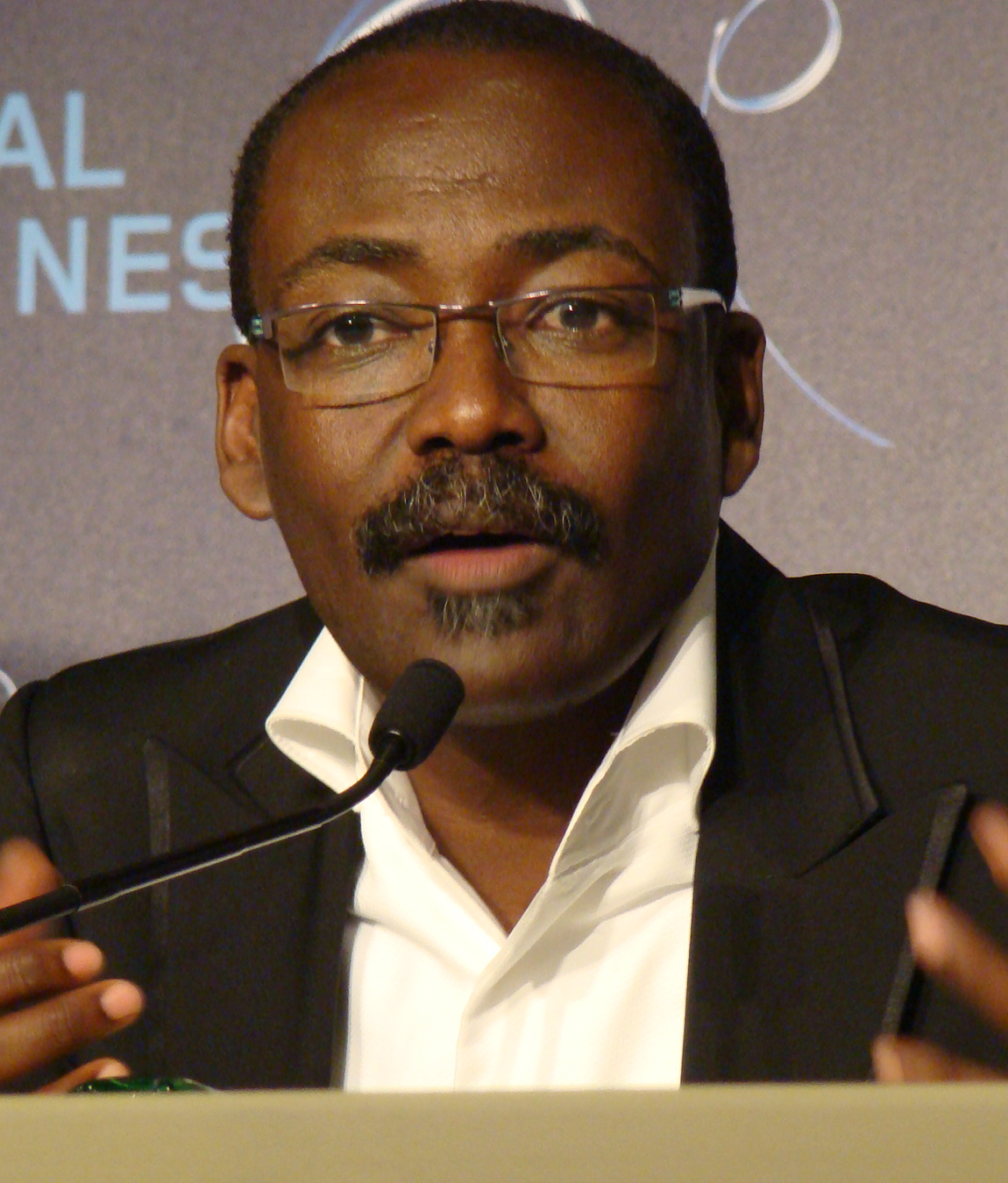
Mahamat-Saleh Haroun, ampliamente considerado como el cineasta más destacado de Chad en la actualidad

El cine de Chad cuenta con algunos proyectos y se encuentra en crecimiento.

## Historia
El primer proyecto cinematográfico realizado en el país parece haber sido la película de aventuras dirigida por John Huston de 1958, Las raíces del cielo, filmada cuando el país todavía formaba parte del África Ecuatorial Francesa. El cineasta de documentales Edouard Sailly realizó una serie de cortometrajes en la década de 1960 que describen la vida cotidiana en el país. Durante este período hubo una serie de salas de cines en el país, incluidas las de Yamena Le Normandie, Le Vogue, Rio, Étoile y Shéherazade, y también Rex en Sarh, Logone en Moundou y Ciné Chachati en Abéché. La industria cinematográfica sufrió severamente en los años setenta y ochenta cuando el país se vio envuelto en una serie de guerras civiles e intervenciones militares extranjeras; la producción cinematográfica se detuvo y todos los cines de Chad cerraron. Tras el derrocamiento del dictador Hissène Habré por Idriss Déby en 1990, la situación en el país se estabilizó un poco, lo que permitió el desarrollo de una industria cinematográfica naciente, sobre todo con el trabajo de los directores Mahamat Saleh Haroun, Issa Serge Coelo y Abakar Chene Massar. Mahamat-Saleh Haroun ha ganado premios en el Festival Panafricano de Cine y Televisión de Uagadugú, el Festival Internacional de Cine de Venecia y el Festival de Cine de Cannes. En enero de 2011, Le Normandie en Yamena, que se dice es el único cine en Chad, reabrió con el apoyo del gobierno.

## Lista de películas
Estas son algunas de las películas producidas o filmadas en Chad.
| Año  | Título                                        | Director                   | Notas                                                          |
| ---- | --------------------------------------------- | -------------------------- | -------------------------------------------------------------- |
| 1958 | The Roots of Heaven                           | John Huston                | Filmada parcialmente en Chad                                   |
| 1960 | Les Tonnes de l'Audace - Mission Ténéré Tchad | René Quinet & Louis Sommet |                                                                |
| 1966 | Pêcheurs du Chari                             | Edouard Sailly             | título en inglés: Fishers of the Chari                         |
| 1966 | Le Lac Tchad                                  | Edouard Sailly             | título en inglés: Lake Chad                                    |
| 1966 | Salam el Kebir                                | Edouard Sailly             |                                                                |
| 1966 | Les Abattoirs de Forchia                      | Edouard Sailly             | título en inglés: The Abattoirs of Forchia                     |
| 1966 | Largeau                                       | Edouard Sailly             |                                                                |
| 1967 | Le Troisième Jour                             | Edouard Sailly             | título en inglés: The Third Day                                |
| 1969 | L'Enfant du Tchad                             | Edouard Sailly             | título en inglés: The Infant of Chad                           |
| 1972 | A la Découverte du Tchad                      | Edouard Sailly             | título en inglés: Discovering Chad                             |
| 1994 | Maral Tanié                                   | Mahamat-Saleh Haroun       |                                                                |
| 1994 | Un Taxi pour Aouzou                           | Issa Serge Coelo           |                                                                |
| 1995 | Goï-Goï                                       | Mahamat-Saleh Haroun       |                                                                |
| 1995 | Dilemme au Féminin                            | Zara Mahamat Yacoub        | título en inglés: Female Dilemma                               |
| 1999 | Bye Bye Africa                                | Mahamat Saleh Haroun       |                                                                |
| 2000 | Daresalam                                     | Issa Serge Coelo           | título en inglés: Let There Be Peace                           |
| 2002 | Abouna                                        | Mahamat Saleh Haroun       | título en inglés: Our Father                                   |
| 2005 | Addabache Djay Wara                           | Abakar Chene Massar        |                                                                |
| 2006 | Daratt                                        | Mahamat Saleh Haroun       | título en inglés: Dry Season                                   |
| 2006 | DP75: Tartina City                            | Issa Serge Coelo           |                                                                |
| 2006 | Kalala                                        | Mahamat Saleh Haroun       |                                                                |
| 2009 | Le Pèlerin de Camp Nou                        | Abakar Chene Massar        |                                                                |
| 2009 | La Deliverance                                | Richard Hunt               |                                                                |
| 2010 | Un hombre que grita                           | Mahamat Saleh Haroun       |                                                                |
| 2013 | GriGris                                       | Mahamat Saleh Haroun       |                                                                |
| 2015 | Parler de Rose, Prisonnière de Hissène Habré  | Isabel Coixet              | título en inglés: Talking With Rose, Prisoner of Hissène Habré |
| 2017 | Hissein Habré, une Tragédie Tchadienne        | Mahamat Saleh Haroun       | título en inglés: Hissène Habré, a Chadian Tragedy             |